# John Getz
Pour les articles homonymes, voir Getz.
John Getz, né le 15 octobre 1947 à Davenport (Iowa), est un acteur américain.

## Filmographie

### Cinéma
- 1975 : The Happy Hooker de Nicholas Sgarro
- 1984 : Voleur de désirs de Douglas Day Stewart
- 1984 : Sang pour sang de Joel Coen
- 1986 : La Mouche de David Cronenberg
- 1989 : La Mouche 2 de Chris Walas
- 1990 : Men at Work d'Emilio Estevez
- 1991 : Panique chez les Crandell (Don't Tell Mom the Babysitter's Dead) de Stephen Herek
- 1991 : La P'tite Arnaqueuse de John Hughes
- 1998 : Some Girl de Rory Kelly
- 2010 : The Social Network de David Fincher
- 2011 : Elevator de Stig Svendsen : Henry Barton
- 2013 : Jobs de Joshua Michael Stern : Paul Jobs
- 2016 : Certaines femmes (Certain Women) de Kelly Reichardt : George Rowles
- 2023 : Jusqu'au bout du monde (The Dead Don't Hurt) de Viggo Mortensen : révérend Simpson

### Télévision
- 1996 : Jeunesse volée (A Friend's Betrayal) de Christopher Leitch
- 2005 : Medium (Saison 2, Épisode 5) : Stuart McCallister
- 2006 : Cold Case : Affaires classées (Saison 3 épisode 17) : Bill Simmons en 1973
- 2008 : Prison Break (Saison 4, Épisode 16)
- 2008 : How I Met Your Mother (Saison 3, Épisode 20)
- 2013 : NCIS : Los Angeles (saison 5, épisode 12) : sénateur Lockhart
- 2013 : New York, unité spéciale (saison 15, épisode 8) : amiral Vincent Albers
- 2016 : Timeless : Rittenhouse Agent Benjamin Cahill
- 2018 : American Horror Story : Apocalypse : Mr. St. Pierre Vanderbilt (Saison 8, épisode 1)
- 2019-2023 : Doom Patrol : Paul Trainor âgé.